# Phường 8, Quận 6
Phường 8 là một phường thuộc Quận 6, Thành phố Hồ Chí Minh, Việt Nam.
Phường 8 có diện tích 0,41 km², dân số năm 2021 là 22.264 người,  mật độ dân số đạt 54.302 người/km².